# جاي هاس
جاي هاس (بالإنجليزية: Jay Haas)‏ هو لاعب غولف أمريكي، ولد في 2 ديسمبر 1953 في سانت لويس في الولايات المتحدة.

## وصلات خارجية
- جاي هاس على موقع رابطة لاعبي الغولف المحترفين (الإنجليزية)
- جاي هاس على موقع التصنيف العالمي الرسمي للغولف (الإنجليزية)